# Akira Silvano Disaro
Akira Silvano Disaro (ディサロ 燦 シルヴァーノ Disaro Akira Shiruvāno?, Tokio, 2 de abril de 1996) es un futbolista japonés que juega como delantero en el Montedio Yamagata de la J2 League.

## Trayectoria
En 2019 se unió al Giravanz Kitakyushu.

## Clubes
| Club                       | País  | Año       |
| -------------------------- | ----- | --------- |
| Giravanz Kitakyushu        | Japón | 2019-2020 |
| Shimizu S-Pulse            | Japón | 2021-2023 |
| Montedio Yamagata (cedido) | Japón | 2022      |
| Shonan Bellmare            | Japón | 2023-2024 |
| Montedio Yamagata          | Japón | 2024-     |